# Pedicularis rotundifolia
Pedicularis rotundifolia är en snyltrotsväxtart som beskrevs av Cecil Ernest Claude Fischer. Pedicularis rotundifolia ingår i släktet spiror, och familjen snyltrotsväxter. Inga underarter finns listade i Catalogue of Life.